# الرحية (أحور)
تجمع الرحيه هو "تجمع بدوي" في  عزلة أحور بمديرية أحور التابعة لمحافظة أبين، بلغ تعداد سكانها 36 نسمة حسب تعداد اليمن لعام 2004.